# Hugo Assmann
Hugo Assmann (Venâncio Aires, Brasil, 1933 - São Paulo, Brasil, 22 de febrero de 2008) fue un teólogo católico brasileño, que desarrolló una importante obra luego del Concilio Vaticano II. Es considerado uno de los pioneros de la Teología de la liberación en Brasil.

## Biografía
Empezó sus estudios de Filosofía en el Seminario Central de São Leopoldo (1951-1960) y Teología en la Pontificia Universidad Gregoriana de Roma. También estudió Sociología en la Universidad de Frankfurt, Alemania. Luego de ser ordenado como sacerdote, obtuvo el Doctorado en Teología en la Universidad Gregoriana de Roma en 1961. Allí defendió su tesis A Dimensão social do pecado (La dimensión social del pecado).
De regreso a Brasil, se estableció en Porto Alegre, donde sirvió como vicario de la Parroquia de Nuestra Señora de Montserrat y profesor del Seminario de Viamão. En este período desarrolló su obra en torno a la "teología del desarrollo" a través de la revista Seminário, luego llamada Ponto Homem.
Tras el golpe militar de 1964 en Brasil, se estableció en Uruguay, después en Bolivia y luego en Chile de Salvador Allende, donde trabajó en la reflexión sobre la teología de la revolución. En 1973 publicó Teología desde la praxis de la Liberación, que marcó su transición hacia la teología da liberación.
Tras el derrocamiento de Allende por un golpe militar, Assman se estableció en Costa Rica, donde junto con Franz Hinkelammert, desarrolló la reflexión teológica sobre la relación entre teología y economía, en el Departamento Ecuménico de Investigaciones (DEI), fundado por ambos. Este centro llegó a ser uno de los principales de la teología da liberación.
Ayudó a fundar también la Asociación Ecuménica de Teólogos del Tercer Mundo (EATWOT) y la Sociedade Brasilera de Teología y Ciencias de la Religión (SOTER). De regreso al Brasil a comienzos de la década de los 80, fue profesor titular de Filosofía de la educación y la comunicación, en la Universidad Metodista de Piracicaba.
Su obra tiene un carácter fuertemente interdisciplinario y ecuménico, transitando entre la economía, las ciencias sociales, la comunicación y la pedagogía. Su reflexión no estuvo centrada en las questiones dogmáticas, sino que partió de las prácticas de liberación. Fue uno de los primeros teólogos en utilizar las categorías de las ciencias sociales en el discurso teológico. Fue un crítico desde la teología, de los presupuestos del capitalismo liberal y de la absolutización del mercado, que consideraba "idolatría del mercado" que "impone el sacrifício de vidas humanas". Su vida estuvo dedicada a la lucha contra la pobreza y la exclusión social, reclamando a l Iglesia y la sociedad asumir esta lucha.

## Obras
- Teología desde la praxis de la liberación (1973)
- Marx, K & Engels, F., Sobre la religión (1979)
- A trilateral. A nova fase do capitalismo mundial (1986)
- A idolatria do mercado. Um ensaio sobre economia e teologia. Petrópolis: Vozes (1989). En español: La Idolatría del Mercado, Departamento Ecuménico de Investigaciones.
- Clamor dos pobres e “racionalidade” econômica, São Paulo (1990)
- Desafios e falácias. Ensaios sobre a conjuntura atual (1991)
- Crítica à lógica da exclusão. Ensaios sobre economia e teologia (1994)
- Reencantar a educação: rumo à sociedade aprendente. Petrópolis:Vozes (2003)
- Competência e Sensibilidade solidária: Educar para a Esperança, con Jung Mo Sung (2000)
- Curiosidade e prazer de aprender. (2004)
- Redes digitais e metamorfoses do aprender, con Rosana Pereira Lopes, Rosemeire Carvalho do Amaral Delcin, Gilberto Canto y Getúlio de Souza Nunes (2005)
- Deus em nós: o reinado de Deus que acontece no amor solidário aos pobres, con Jung Mo Sung (2010)